# Trophis
Trophis, biljni rod iz porodice dudovki smješten u tribus Moreae. Postoji deset priznatih vrsta iz jugoistočne Azije, zapadnog Pacifika i tropske Amerike

## Vrste
1. Trophis branderhorstii (Diels) Corner
2. Trophis caucana (Pittier) C.C.Berg
3. Trophis cuspidata Lundell
4. Trophis drupacea (Diels) Corner
5. Trophis involucrata W.C.Burger
6. Trophis mexicana (Liebm.) Bureau
7. Trophis noraminervae Cuevas & Carvajal
8. Trophis philippinensis (Bureau) Corner
9. Trophis racemosa (L.) Urb.
10. Trophis scandens (Lour.) Hook. & Arn.

## Sinonimi
- Bucephalon L.
- Calpidochlamys Diels
- Caturus Lour.
- Cephalotrophis Blume
- Dumartroya Gaudich.
- Malaisia Blanco
- Olmedia Ruiz & Pav.
- Skutchia Pax & K.Hoffm.
- Uromorus Bureau